# Station Sarstedt
Station Sarstedt (Bahnhof Sarstedt) is een spoorwegstation in de Duitse plaats Sarstedt, in de deelstaat Nedersaksen. Het station ligt aan de spoorlijn Hannover - Kassel.

## Indeling
Het station heeft twee zijperrons, welke niet zijn overkapt maar voorzien van abri's. De perrons zijn te bereiken via een voetgangerstunnel die de straten Bahnhofstraße en Ziegeleistraße verbindt. Aan beide zijde van het station zijn er parkeerplaatsen en fietsenstallingen. Het voormalige stationsgebouw staat aan de oostzijde van het station, maar wordt als dusdanig niet meer gebruikt.

## Verbindingen
Het station is onderdeel van de S-Bahn van Hannover, die wordt geëxploiteerd door DB Regio Nord. Daarnaast stoppen er Regional-Express-treinen van erixx en metronom in Sarstedt. De volgende treinseries doen het station Sarstedt aan:
| Serie | Treinsoort                  | Route | Bijzonderheden                                |
| ----- | --------------------------- | --- | --------------------------------------------- |
| RE 2  | Regional-Express (metronom) | Uelzen – Celle – Hannover Hbf – Sarstedt – Nordstemmen – Elze (Han) – Alfeld (Leine) – Kreiensen – Northeim (Han) – Göttingen |                                               |
| RE 10 | Regional-Express (Erixx)    | Hannover Hbf – Sarstedt – Hildesheim Hbf – Salzgitter-Ringelheim – Goslar – Bad Harzburg                                      |                                               |
| S4    | S-Bahn (DB Regio Nord)      | Bennemühlen – Hannover Hbf – Hannover Bismarckstraße – Hannover Messe/Laatzen – Sarstedt – Hildesheim Hbf                     | Bennemühlen - Hannover Hbf 2x per uur (ma-za) |